# Edgar Quinet
Edgar Quinet (Bourg-en-Bresse, 17 febbraio 1803 – Versailles, 27 marzo 1875) è stato uno storico, scrittore e politico francese.

## Biografia

### Primi anni
Nacque a Bourg-en-Bresse, nel dipartimento di Ain. Suo padre, Jérôme Quinet, era un commissario dell'esercito, ma essendo un convinto repubblicano, e disgustato dal colpo di Stato del 18 brumaio di Napoleone, si dimise dall'incarico e si dedicò agli studi scientifici e matematici. Edgar, che era figlio unico, stava spesso da solo. Sua madre (Eugénie Rozat Lagis, educata con forti e talvolta originali convinzioni religiose) esercitò una grande influenza su di lui.
Fu mandato a scuola dapprima a Bourg e poi a Lione. Suo padre voleva fargli abbandonare la scuola per farlo andare nell'esercito, e poi avviarlo in una carriera commerciale. Quinet era invece determinato a impegnarsi nella letteratura, e poco dopo ci riuscì.
La sua prima pubblicazione, Tablettes du juif errant, uscì nel 1823. Rimanendo colpito dall'opera Philosophie der Geschichte di Johann Gottfried Herder, prese l'impegno di tradurla, imparando per lo scopo il tedesco: pubblicò il suo lavoro nel 1827 e ne ottenne così considerevole credito, oltre che un'influenza profonda nella sua filosofia che lo fece avvicinare molto di più alle idee democratiche.

### Prime pubblicazioni
In quel periodo fece la conoscenza di Victor Cousin e di Jules Michelet. Visitò la Germania e il Regno Unito prima dell'uscita del suo libro. Cousin gli trovò nel 1829 un posto in una missione governativa in Morea, nella Grecia sottomessa all'Impero ottomano, durante la guerra d'indipendenza. L'anno dopo, al suo ritorno, pubblicò La Grèce moderne.
Le speranze di un impiego che ebbe dopo la Rivoluzione furono frustrate dalla sua reputazione di ipotetico repubblicano. Ciononostante egli entrò nello staff della Revue des deux mondes (Rivista dei due mondi), e per diversi anni contribuì con numerosi scritti, fra cui il più importante fu quella su Les Épopées françaises du XIIème siècle, un primo, sebbene non il primo riconoscimento delle chansons de geste a lungo trascurate.
Ahasverus, la sua principale opera, uscì nel 1833; è un singolare poema in prosa.
Poco dopo egli si sposò con Minna More, una ragazza tedesca di cui s'era innamorato qualche anno prima. Quindi egli visitò l'Italia e, oltre a scrivere molti saggi, scrisse due poemi, Napoléon (1835) e Prométhée (1838), entrambi in versi e giudicati inferiori a Ahasverus. Nel 1838 pubblicò una dura replica allo scritto di David Strauss Leben Jesu, e nello stesso anno ottenne la Legione d'onore. Nel 1839 fu nominato professore di letteratura straniera a Lione, dove iniziò il ciclo di lezioni che creò le basi per il suo Génie des religions. Due anni dopo egli venne trasferito al Collège de France, e Génie des religions fu pubblicato (1842).

### Dottorato
Il dottorato parigino di Quinet era noto per essere soggetto a polemiche. La sua cattedra era quella di Letteratura del Sud, ma trascurando il proprio campo, scelse, assieme a Michelet, di intraprendere una violenta polemica con i Gesuiti e con l'ultramontanismo. Due libri con esattamente questi titoli uscirono nel 1843 e 1844 e contenevano, come era solito con Quinet, la sintesi delle sue lezioni universitarie.
Tali lezioni causavano turbamento, ed egli si rifiutava di riprendere l'insegnamento appropriato; di conseguenza, nel 1846, il governo pose fine alle sue lezioni, una misura approvata dalla maggioranza dei suoi colleghi.

### La Rivoluzione del 1848
Fino ad allora Quinet era un repubblicano e rivoluzionario convinto: si unì ai rivoltosi durante la Rivoluzione del 1848 che rovesciò re Luigi-Filippo.
Ha pubblicato nel 1848 Les Révolutions d'Italie ("Le rivoluzioni d'Italia"), uno dei suoi principali lavori. Scrisse numerosi pamphlet durante la breve Seconda Repubblica, attaccò la spedizione di Roma con tutte le sue forze e fu dall'inizio un irriducibile oppositore del principe Luigi-Napoleone Bonaparte (Napoleone III).

Eletto deputato alla Costituente nel 1848-1849 continuò da quella tribuna a propugnare le sue idee, manifestando la sua opposizione alla spedizione francese contro la Repubblica Romana.

### L'esilio
Quinet venne bandito dalla Francia dopo il colpo di Stato del 2 dicembre 1851 che portò alla nascita del Secondo Impero di Napoleone III, e si trasferì a Bruxelles. Sua moglie era morta poco tempo prima, e si risposò con Hermione Asachi, la figlia di Gheorghe Asachi, un poeta moldavo. A Bruxelles visse per sette anni, durante i quali pubblicò Les Esclaves ("Gli schiavi", 1853), un poema drammatico, Marnix de Sainte-Aldégonde (1854) e altri libri.
Si trasferì poi a Veytaux, sul lago di Ginevra, dove abitò fino alla caduta di Napoleone III. A Veytaux la sua produzione letteraria fu notevole. Nel 1860 uscì un unico volume, riprendendo in parte lo stile di Ahasverus, intitolato Merlin l'enchanteur ("Merlino l'Incantatore"); nel'62 Histoire de la campagne de 1815 (Storia della Campagna del 1815), nel '65 un libro elaborato sulla Rivoluzione francese nel quale l'autore descrive le atrocità perpetrate dalle forze rivoluzionarie. Molti pamphlet datano di questo periodo, come La Création ('70), un terzo volume del genere di Ahasverus e Merlino, ma più vago, concernente la fisica più che la storia, la leggenda o la filosofia, per la maggior parte.

### Il ritorno e ultimi anni
Quinet rifiutò di ritornare in Francia per unirsi all'opposizione liberale contro Napoleone III, però tornò immediatamente dopo la battaglia di Sedan della guerra franco-prussiana. Fu riassegnato alla sua cattedra universitaria e, durante l'assedio di Parigi si scagliò violentemente contro i tedeschi. Venne eletto deputato all'Assemblea Nazionale per il dipartimento della Senna nel 1871 e fu uno tra i più ostinati oppositori delle condizioni di pace tra la Francia e la Germania. Nel 1874 uscì L'esprit nouveau, quadro dell'evoluzione del pensiero liberale europeo nel XIX secolo.
Egli continuò a scrivere sino alla sua morte, che avvenne a Versailles nel 1875. È sepolto nel cimitero di Montparnasse.

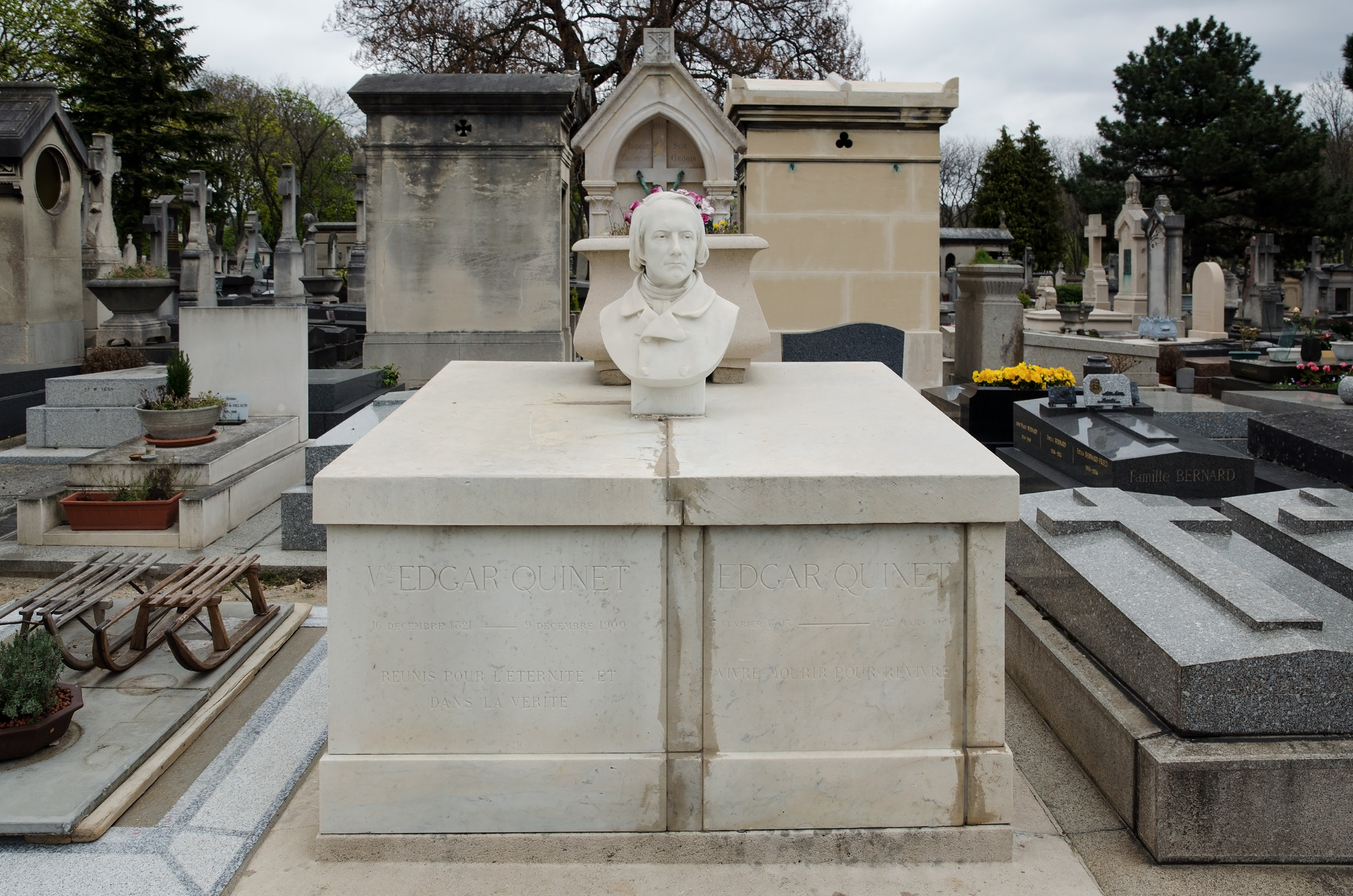
Tomba di Quinet nel cimitero di Montparnasse

Le Siège de Paris et la défense nationale ("l'Assedio di Parigi e la Difesa Nazionale") uscì nel '71, La République nel '72, le Livre de l'exilé ("Il libro dell'esilio") nel '75 e negli anni seguenti. A ciò si aggiunsero tre volumi di lettere e altre opere. Quinet aveva già pubblicato nel 1858 un libro semi-autobiografico dal titolo Histoire de mes idées  ("Storia delle mie idee").

## Ultime pubblicazioni
I suoi numerosi lavori sono raccolti in un'edizione di ventotto volumi (1877-79). La sua seconda moglie, nel 1870, pubblicò Mémoires d'exil e nel 1885 Lettres d'exil. Nello stesso anno il prof. George Saintsbury ha fatto pubblicare un'antologia di Lettres à ma mère ("Lettere a mia madre") con una sua prefazione.

## Opere
- Les Tablettes du Juif-Errant, ou ses récriminations contre le passé, sans préjudice du présent, Paris, A. Beraud, 1823.
- De la Grèce moderne, et de ses rapport avec l'antiquité, Paris, F.-G- Levrault, 1830.
- Rapport à M. le Ministre des travaux publics sur les épopées françaises du XII siécle restées jusq'à ce jour en manuscrits dans les bibliothéques du Roi et de l'Arsenal, Paris, F.G. Levrault, 1831.
- De l'Allemagne et de la Révolution, Paris, Paulin, 1832.
- Ahasvérus, Paris, Ad. Guyot, 1834.
- Napoléon, Paris, A. Dupont, 1836.
- Prométhée, Bruxelles, E. Laurent, 1838.
- Allemagne et Italie: philosophie et poésie, Paris/Leipzig, Desforges, 1839.
- Considérations philosophiques sur l'art, thèse de philosophie, Strasbourg, F.G. Levrault, 1839.
- 1815 et 1840, Paris, Paulin, 1840.
- Avertissement au pays, Paris, Paulin, 1841.
- Du Génie des religions, Paris, Charpentier, 1842.
- De la Liberté de discussion en matière religieuse: discours prononcé au College de France, le 10 mai 1843, Paris, Lange Lévi, 1843.
- Réponse à quelques observations de M. l'archevêque de Paris, Paris, Comptoir des imprimeurs unis, 1843.
- L'Ultramontanisme, ou l'Église romaine et la societé moderne, Paris, Comptoir des imprimeurs unis, 1844.
- Le Christianisme et la Révolution française, Paris, Comon, 1845.
- Mes vacances en Espagne, Paris, Comptoir des imprimeurs unis, 1846.
- La France et la Sainte-Alliance en Portugal, 1847, Paris, Joubert, 1847.
- Les Revolutions d'Italie, 1848-51.
  -  Le Rivoluzioni d'Italia, traduzione di Carlo Muscetta, Biblioteca di Cultura moderna, Bari, Laterza, 1935.
  -  Le Rivoluzioni d'Italia, a cura di M.G Meriggi, Biblioteca, Torino, Aragno, 2012, ISBN 978-88-841-9562-3.
- La Croisade autrichienne, française, napolitaine, espagnole, contre le République romaine, Paris, Chamerot, 1849.
- L'Enseignement du peuple, Paris, Chamerot, 1850.
- L'État de siège, Paris, Chamerot, 1850.
- L'Impôt sur le capital dans la république de Florence, lettre à M. Emile de Girardin, Paris, Chamerot, 1850.
- Le Champ de bataille de Waterloo, Paris, De Vigny, 1851.
- Révision, Paris, Librairie nouvelle, 1851.
- Les Esclaves, poème dramatique en 5 actes et en vers, Bruxelles, Vanderauwera, 1854.
- Fondation de la République des Provinces-Unies: Marnix de Sainte-Aldegonde, Paris, Delahais, 1854.
- Histoire d'un infant (L'histoire de mes idées), 1858 - réédition: Hachette et Cie, Paris, 1905.
- Merlin l'enchanteur, Paris, Michel Lévy frères, 1860.
- L'Expédition du Mexique, Lausanne, imprimerie Pache, 1862.
- Histoire de la campagne de 1815, Paris, Michel Lévy frères, 1862.
- Pologne et Rome, Paris, E. Dentu, 1863.
- La Rivoluzione (La Révolution, 1865), Introduzione e traduzione di Alessandro Galante Garrone, Collezione Scrittori di storia, Torino, Einaudi, 1953.
- Le Réveil d'un grand peuple, Paris, Le Chevalier, 1869.
- La Création, Paris, Librairie internationale, 1870.
- Le Siège de Paris et la défense nationale, Paris, Librairie internationale, 1871.
- La République. Condition de la régénérations de la France, Paris, Dentu, 1872.
- L'Esprit nouveau, Paris, Dentu, 1875.
- Le Livre de L'Exilé, Paris, Dentu, 1875.